# جيسيكا كاغان كاشمان
جيسيكا كاغان كاشمان (بالإنجليزية: Jessica Kagan Cushman)‏ هي جوهرية أمريكية، ولدت في 7 أبريل 1958 في نيويورك في الولايات المتحدة.